# Haversia defensa
Genre
Synonymes
- Hoggellula Roewer, 1930

Espèce
Synonymes
- Gonyleptes defensus Butler, 1874
- Sadocus vallentini Hogg, 1913

Haversia defensa, unique représentant du genre Haversia, est une espèce d'opilions laniatores de la famille des Gonyleptidae.

## Distribution
Cette espèce est endémique des îles Malouines.

## Description
Le spécimen décrit par Roewer en 1913 mesure 6 mm.

## Systématique et taxinomie
Cette espèce a été décrite sous le protonyme Gonyleptes defensus par Butler en 1874. Elle est placée dans le genre Haversia par Roewer en 1913.

## Publications originales
- Butler, 1874 : « Descriptions of five new species of Gonyleptes. » The journal of the Linnean Society of London. Zoology, vol. 12, p. 151–155 (texte intégral).
- Roewer, 1913 : « Die Familie der Gonyleptiden der Opiliones-Laniatores. » Archiv für Naturgeschichte, sér. A, vol. 79, no 4, p. 1–256 (texte intégral).